# Tashkent Open 2009
Tashkent Open 2009 — жіночий тенісний турнір, що проходив на відкритих кортах з твердим покриттям. Це був 11-й за ліком Tashkent Open. Належав до турнірів International в рамках Туру WTA 2009. Відбувся в Olympic Tennis School у Ташкенті (Узбекистан). Тривав з 21 до 27 вересня 2009 року. Шахар Пеєр здобула титул в одиночному розряді.

## Учасниці

### Сіяні учасниці
| Країна    | Гравчиня           | Рейтинг1 | Сіяна |
| --------- | ------------------ | -------- | ----- |
| Казахстан | Ярослава Шведова   | 55       | 1     |
| Ізраїль   | Шахар Пеєр         | 57       | 2     |
| Румунія   | Іоана Ралука Олару | 66       | 3     |
| Білорусь  | Ольга Говорцова    | 73       | 4     |
| Швейцарія | Стефані Фегеле     | 74       | 5     |
| Румунія   | Моніка Нікулеску   | 78       | 6     |
| Австрія   | Патріція Майр      | 83       | 7     |
| Казахстан | Галина Воскобоєва  | 96       | 8     |

- 1 Посів ґрунтується на рейтингові станом на 14 вересня 2009

### Інші учасниці
Нижче подано учасниць, що отримали вайлд-кард на вихід в основну сітку
- Нігіна Абдураїмова
- Олександра Колесниченко
- Сабіна Шаріпова

Нижче наведено гравчинь, які пробились в основну сітку через стадію кваліфікації:
- Олександра Панова
- Леся Цуренко
- Ксенія Ликіна
- Родіонова Аріна Іванівна

Такі тенісистки потрапили в основну сітку як щасливий лузер
- Юліана Федак

## Фінальна частина

### Одиночний розряд
Шахар Пеєр —  Акгуль Аманмурадова 6–3, 6–4
- Для Пеєр це був 2-й титул за сезон і 5-й — за кар'єру.

### Парний розряд
Ольга Говорцова /  Тетяна Пучек —  Віталія Дяченко /  Катерина Доголевич 6–2, 6–7(1–7), [10–8]